# دبا الحصن (مدينة)
دبا الحصن مدينة هادئة تقع على الساحل، عرفت في التاريخ وكانت موطناً رئيسياً للهجرات التي وفدت على الخليج العربي من اليمن، وقد ساهم موقعها الجغرافي الهام في دعم مكانتها التجارية على المحيط الهندي.
تطل دبا الحصن على ضفاف الشاطئ الغربي لخليج عمان، وتتميز بموقعها الجغرافي الذي يمثل الامتداد الشرقي الطبيعي لإمارة الشارقة، وتبعد عنها مسافة 120كم، فدبا الحصن من المدن الجميلة التابعة لهذه الإمارة، وتجاورها من الجنوب مدينة دبا الفجيرة ومن الشمال مدينة دبا البيعة ومن الغرب سلسلة جبال الحجر الغربي.
وقد سميت دبا الحصن بهذا الاسم لوجود حصن قديم فيها، بني في القرن السادس عشر، والذي يعد شاهداً على تراثها وعراقتها.

## تـاريـخ دبا
يرتبط اسم دبا بسوق من أسواق العرب بالجاهلية مثل سوق عكاظ وعدن وصنعاء وعمان وحضرموت، وكان ذلك السوق يسمى بسوق دبا ويجمع بين تجار جزيرة العرب والهند والسند وبلاد فارس والصين.

### الاكتشافات الأثرية
قامت بعثة تنقيب تابعة لإدارة الآثار في الشارقة بعمليات تنقيب كشفت عن العديد من الآثار المدفونة في المدينة العريقة، ومن بينها قبر كبير مشيد تحت الأرض كان يستخدم لأغراض الدفن الجماعي، وعثر داخله على مجموعة من الهياكل العظمية البشرية، وعدد كبير الأواني الفخارية والجرار وعدد من الأسلحة والمصنوعات المعدنية، كما كشفت البعثة عن مجموعة من القوارير الزجاجية التي تعود إلى الفترة الرومانية، وعلى مجموعة من المصوغات الذهبية والأحجار الكريمة ومن بينها ثلاث أحجار كريمة تزين خواتم فضية، بالإضافة لمجموعة من القطع المصنوعة من العاج والأمشاط المزخرفة، وعثر أيضاً على مكابس تمر ومجموعة من الفخار الأخضر الإيراني الذي يعود إلى القرن الخامس عشر وبقايا منازل قديمة. وقد أكدت هذه اللقى و المكتشفات على الدور الكبير والمكانة التجارية المهمة التي لعبتها المنطقة في التجارة بين الشرق والغرب حيث كانت تعتبر مركزاً تجارياً هاماً في منطقة الخليج العربي.

### قلعة دبا الحصن

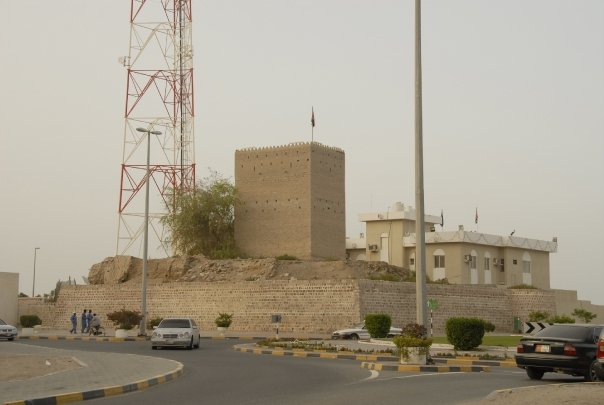

المقالة الرئيسية قلعة دبا الحصن

### الزراعة
بسبب الحركة التجارية التي كانت تشهدها دبا في الماضي، ولأن تربتها خصبة للمحاصيل الزراعية، توافدت عليها أنواع كثيرة من المحاصيل الزراعية وتم زراعتها فيما بعد وانتشرت في المنطقة بعد ذلك.

### التجارة
كان أغلب رجال مدينة دبا الحصن يعملون في البحر كصيد الأسماك وغواصين على اللؤلؤ وبناء السفن الخشبية أو رحالة، فقد وصل بعضهم إلى شرق أفريقيا والهند وبلاد فارس، وكان البعض الآخر منهم يعمل في الزراعة وكانوا يشتهرون بجودة محاصيلهم وخاصة الرطب والمانجو والخضروات.
كان للمرأة في مجتمع دبا الحصن دورٌ بارزٌ حيث يغيب الرجال بسبب الانشغال أو الأسفار لطلب الرزق، فكانت المرأة تتحمل أعباءً كثيرةً في تربية الأبناء، وكانت تقضي وقتها في أعمال مختلفة من أجل توفير الماء والغذاء للأسرة.

### العمارة

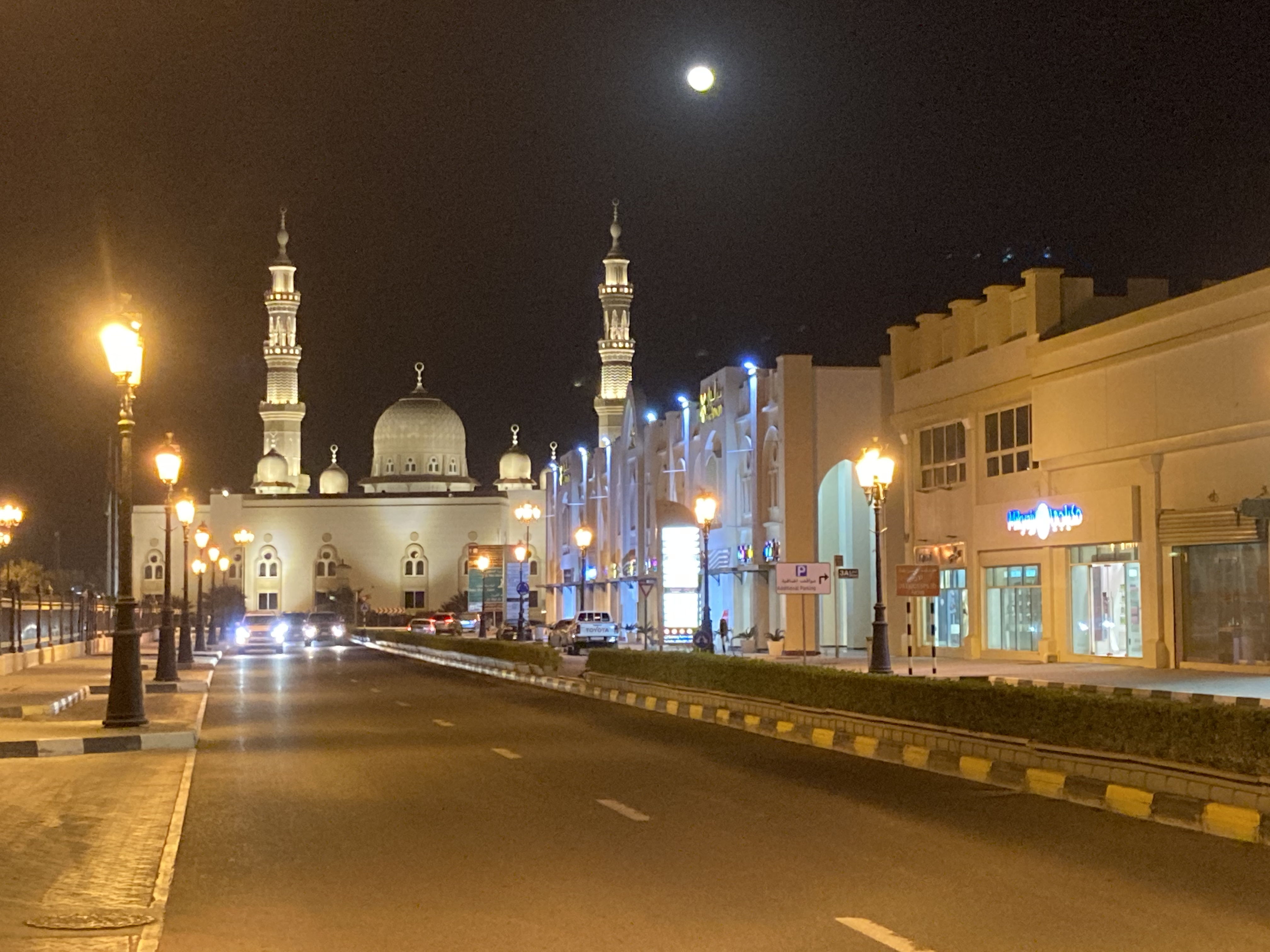
شارع العقد الفريد - دبا الحصن

تشهد مدينة دبا الحصن حالياً نهضةً عمرانيةً تستهدف النهوض بها، ولكن لم يفقد التطور ومواكبة العصر مدينة دبا الحصن رونق الحياة التقليدية القديمة.

## دبا الحصن في الوقت الحاضر
بالإرادة والروية يمكن صنع المستحيلات، فبالنظر إلى عبقرية التاريخ وحكمة الجغرافيا يمكن استعادة الأمجاد، هكذا هو الحال في دبا الحصن التي تحولت خلال مدة قصيرة من واحة تقيم في الماضي تستدعي نواميسه وأحواله إلى مدينة ترفن بالنعيم وتتجدد بوتيرة صاعدة، في دبا الحصن يتعانق الماضي مع المستقبل ضمن بانوراما مشهدية ودلالية تباشر ثقافة استثنائية للعمل وتحقيق الأحلام، وتقديم رافدٍ آخر من روافد النماء المادي والروحي لإمارة الشارقة.

### المدينة الفاضلة
كان الشيخ الدكتور سلطان بن محمد القاسمي عضو المجلس الأعلى حاكم إمارة الشارقة قد وصف مدينة دبا الحصن بأنها «المدينة الفاضلة» وذلك خلال زياته الميمونة لها في عام 2006 م ولقائه مع أهالي المدينة، حيث قال: (... نتمنى أن تعملوا معنا للارتقاء بهذه المدينة لتصبح المدينة الفاضلة، فهذه تريد زمناً طويلاً حتى نصل لذلك لا بد أن نعتني بالنشئ...).
لم يكن وصف سموه مرتبطاً بمدينة أفلاطون الافتراضية.. الطبقية.. المراتبية، بل لمدينة عربية إسلامية تجعل العدل والأمن معياراً للفضيلة، وترى في جوهر الإسلام وروحه فضاءً للسمو والرفعة.
وصفه إياها بأنها المدينة الفاضلة يعيد إلى الذاكرة أمجادها الموغلة في التاريخ، وحضورها السخي في زمن الرسالة السمحاء وامتداداتها الروحية والأخلاقية والثقافية، وإن استمرار نبضها بحيوية الخيار والاختيار جعل من إمارة الشارقة ركناً ركيناً للثقافة والمجد والنماء.

## التعليم في دبا الحصن
وجه حاكم الشارقة  سلطان بن محمد القاسمي  بالتوسع في عمل الحضانات الحكومية لتشمل مرحلة "رياض الأطفال" .وتوسعة مدرسة خليفة الهمزة في المدام لتشمل كافة المراحل الدراسية مع منح أهالي المنطقة خصماً 20% .

### الروضة
روضة النفائس عدد الطلاب والطلبة 230.

### التعليم الأساسي (المتوسط)
- الحصن لتعليم الأساسي (ذكور) عدد الطلبة 594 طالب.[8]
- العقد الفريد لتعليم الأساسي (إناث) عدد الطلبة 230 طالب.[9]
- المهاجرين لتعليم الأساسي (ذكور) عدد الطلبة 435 طالب.[10]
- الحور لتعليم الأساسي (إناث) عدد الطالبات 594 طالبة [11]

### التعليم الثانوي
- سلمى بنت قيس لتعليم الثانوي (إناث) عدد الطالبات 598 طالبة.[12]
- مدرسة الخالدية لتعليم الثانوي (ذكور) عدد الطلبة 262 طالب.[13]

## المساجد
أكبر جامع بدبا الحصن مسجد الشيخ راشد بن أحمد القاسمي حيث بلغت تكلفته 20 مليون درهم ويتسع لـ 3000 مصل. ويعتبر الجامع الذي يتكون من مئذنتين يصل ارتفاع كل واحدة منهما 54 متراً ويعتبر أحد معالم دبا الحصن الرئيسية. ويستوحي الجامع شكله المعماري من الطراز الإسلامي، وهو موشح بالنقوش والزخارف الفريدة ليكمل عقد المباني المشيدة على طول شارع العقد الفريد والذي يضم أكثر من 16 مبنى حكوميا تناثرت كاللؤلؤ المنضود على طرفي هذا الشارع الرئيسي الذي يبدأ بمبنى المركز الثقافي وينتهي بالجامع التحفة المحاذي لميناء دبا الحصن الجديد.
ويذكر أن هناك 22 مسجداً في دبا الحصن التي حظيت باهتمام ودعم غير عاديين من الشيخ الدكتور سلطان بن محمد القاسمي عضو المجلس الأعلى حاكم الشارقة.
ويطلق عليه -أي دبا الحصن - تحفة الساحل الشرقي بما يتفرد به من مباني حديثة مستوحاة من العمارة الإسلامية لتعيد إلى هذه المنطقة التاريخية سابق عهدها.